# آن روجرز
آن روجرز (بالإنجليزية: Anne Rogers)‏ هي مغنية بريطانية، ولدت في 29 يوليو 1933 في ليفربول في المملكة المتحدة.

## وصلات خارجية
- آن روجرز على موقع IMDb (الإنجليزية)
- آن روجرز على موقع ألو سيني (الفرنسية)
- آن روجرز على موقع ميوزك برينز (الإنجليزية)
- آن روجرز على موقع أول موفي (الإنجليزية)
- آن روجرز على موقع قاعدة بيانات برودواي على الإنترنت (الإنجليزية)
- آن روجرز على موقع أول ميوزيك (الإنجليزية)
- آن روجرز على موقع ديسكوغز (الإنجليزية)
- آن روجرز على موقع قاعدة بيانات الفيلم (الإنجليزية)